# Marina Krogull
Marina Krogull (* 21. Oktober 1961 in Ost-Berlin) ist eine deutsche Schauspielerin und Synchronsprecherin.

## Leben
Marina Krogull besuchte ab ihrem vierten Lebensjahr eine Ballettschule und tanzte im Jugendalter am Schweriner Staatstheater. Sie absolvierte von 1968 bis 1976 die Staatliche Ballettschule Berlin und trat in der Folge unter anderem in Opern und Musicals auf. Von 1977 bis 1979 besuchte Krogull die Hochschule für Schauspielkunst „Ernst Busch“ Berlin. Von 1979 bis 1985 war sie Ensemblemitglied am Maxim-Gorki-Theater in Berlin.
Ihr Leinwanddebüt gab Krogull 1975 im DEFA-Film Looping unter der Regie von Kurt Tetzlaff an der Seite von Hans-Gerd Sonnenburg in der Rolle der jungen Karbidfabrikarbeiterin Katrin. Nach einigen kleineren Rollen in Beethoven – Tage aus einem Leben, Lasset die Kindlein… und Ein altes Modell, erhielt sie 1978 eine erste größere Rolle in der Filmkomödie Anton der Zauberer. 1981 spielte sie an der Seite von Heinz Rennhack die Prinzessin in dem Märchenfilm Das tapfere Schneiderlein von Uwe-Detlev Jessen. 1982 übernahm sie die Hauptrolle der Kaufmannstochter Constanze in dem von Walter Beck inszenierten DEFA-Märchenfilm Der Prinz hinter den sieben Meeren. 1986 war sie in Der Bärenhäuter in der Rolle der Susanne erneut in einem Märchenfilm von Beck zu sehen. Diese Rolle war gleichzeitig ihre letzte in der DDR. Sie flüchtete 1985 während eines Gastauftrittes ihres Mannes Udo Schenk in die Bundesrepublik Deutschland.
Nach ihrer Flucht aus der DDR im Jahr 1985 wirkte sie vor allem in Fernsehserien und übernahm wiederholt durchgehende Serienrollen. 1987 spielte sie in der sechsteiligen Mysteryserie Die Insel neben Christian Kohlund die Rolle der Inge Kühl. Von 1992 bis 1993 verkörperte sie die Terese Sommer in der Serie Unser Lehrer Doktor Specht und war von 2009 bis 2010 in fünf Folgen als Frau Weber in der Serie Tierärztin Dr. Mertens zu sehen.
Seit den 1970er-Jahren ist Krogull zudem als Synchronsprecherin aktiv. Sie spricht Suzanne Somers in der Rolle der Carol Lambert in der US-amerikanischen Sitcom Eine starke Familie. In der Serie Sex and the City war sie die Synchronstimme von Cynthia Nixon als Miranda Hobbes.
Krogull lebt in Berlin und ist mit dem Schauspieler und Synchronsprecher Udo Schenk verheiratet, mit dem sie unter anderem für die Fernsehspiel-Reihe Der Staatsanwalt hat das Wort vor der Kamera stand.

## Filmografie
- 1975: Looping
- 1976: Die Forelle (TV)
- 1976: Beethoven – Tage aus einem Leben
- 1976: Lasset die Kindlein… (Fernsehfilm)
- 1976: Ein altes Modell (TV)
- 1977: Die Julia von nebenan (TV)
- 1978: Amor holt sich nasse Füße (Fernsehfilm)
- 1978: Polizeiruf 110 – Doppeltes Spiel (TV-Reihe)
- 1978: Anton der Zauberer
- 1978: Leise flehen meine Lieder (TV)
- 1978: Der Fall Brian O’Hara (TV)
- 1979: Zwischen zwei Sommern (TV)
- 1979: Der Staatsanwalt hat das Wort – Ein reizender Abend (TV-Reihe)
- 1979: Die lange Straße (TV-Serie)
- 1979: Blauvogel
- 1980/1990: Der Staatsanwalt hat das Wort: Risiko (Fernsehreihe)
- 1980: Wie wär’s mit uns beiden?
- 1980: Spreelore oder Das heiße Blut (TV)
- 1980: Am grauen Strand, am grauen Meer (TV)
- 1980: Der Direktor (TV)
- 1981: Hochhausgeschichten – Die Tage mit Charlie (TV-Reihe)
- 1981: Die verschwundene Madonna (TV)
- 1981: Asta, mein Engelchen
- 1981: Berühmte Ärzte der Charité: Krisis (TV)
- 1981: Das tapfere Schneiderlein (TV)
- 1982: Hotel Polan und seine Gäste (TV)
- 1982: Rächer, Retter und Rapiere (TV-Serie)
- 1982: Der Prinz hinter den sieben Meeren
- 1982: Konrads Erbtanten (TV)
- 1982: Wie Bärchen zur Sonne flog (TV)
- 1982: Spuk im Hochhaus (TV-Mehrteiler)
- 1983: Märkische Chronik (TV-Mehrteiler)
- 1983: Ein Häuschen im Grünen (TV)
- 1983: Fräulein Mama (TV)
- 1983: Berühmte Ärzte der Charité: Die dunklen Jahre (TV)
- 1983: Märchenzirkus (TV)
- 1986: Das Eigentor (TV)
- 1986: Der Bärenhäuter
- 1987: Der Alte – Wie das Leben so spielt (TV-Serie)
- 1987: Die Insel (TV-Serie)
- 1988: Liebling Kreuzberg – Taschenpfändung (TV-Serie)
- 1988: Der schwarze Obelisk (TV)
- 1988: In guten Händen (TV)
- 1988: Die Männer vom K3 – Schützenfest (TV-Serie)
- 1989: Beim nächsten Mann wird alles anders
- 1989: SOKO 5113 – Rache (TV-Serie)
- 1990–1991: Wie gut, daß es Maria gibt (TV-Serie)
- 1991: Lord Hansi
- 1991: Insel der Träume – Das Ende ist der Anfang (TV-Serie)
- 1991: Die Männer vom K3 – Der Vollmondmörder (TV-Serie)
- 1992: Miraculi
- 1992: Peter Strohm – Tote zahlen nicht (TV-Serie)
- 1993: Klippen des Todes (TV)
- 1993: Unser Lehrer Doktor Specht (TV-Serie)
- 1993: Durchreise – Die Geschichte einer Firma (sechsteiliger Fernsehfilm)
- 1993: Immer wieder Sonntag (TV-Serie)
- 1993: Wolffs Revier – Der Tod einer Krankenschwester (TV-Serie)
- 1995: Großstadtrevier – Schwedische Gardinen (TV-Serie)
- 1995: Ein Fall für zwei – Abgründe (TV-Serie)
- 1996: Wolffs Revier – Ibrahims Ehre (TV-Serie)
- 1996: Für alle Fälle Stefanie, Folge: Gegen jede Vernunft (TV-Serie)
- 1996: Stubbe – Von Fall zu Fall, Folge: Stubbe und der Pferdestecher (TV-Serie)
- 1997: Gegen den Strom (TV)
- 1997: Sophie – Schlauer als die Polizei – Das Geheimnis der Puppe (TV-Serie)
- 1997: Napoleon Fritz (TV)
- 1997–1998: Leinen los für MS Königstein (TV-Serie)
- 1998: Ärzte (TV-Serie)
- 2001: Dr. Sommerfeld – Neues vom Bülowbogen – Aneinander vorbei (TV-Serie)
- 2001: Der Landarzt – Mann über Bord (TV-Serie)
- 2001: Victor – Der Schutzengel – Amoklauf (TV-Serie)
- 2003: Edel & Starck – Mord ist sein Hobby (TV-Serie)
- 2005: Unser Charly – Charly und das hohe C (TV-Serie)
- 2007: Tatort – Bevor es dunkel wird (TV-Reihe)
- 2009–2016: Tierärztin Dr. Mertens (TV-Serie)
- 2010: Um Himmels Willen, Folge: Schnaps-Idee (TV-Serie)
- 2012: Tatort – Todesbilder (TV-Reihe)
- 2013: In aller Freundschaft (TV-Serie)
- 2015: Letzte Spur Berlin – Staatseigentum (TV-Serie)

## Synchronarbeiten (Auswahl)
Cynthia Nixon
- 2001–2004: Sex and the City (Fernsehserie) als Miranda Hobbes
- 2005: Little Manhattan als Leslie
- 2005: Warm Springs – Heilende Quellen als Eleanor Roosevelt
- 2008: Sex and the City – Der Film als Miranda Hobbes
- 2011: The Big C (Fernsehserie) als Rebecca
- 2011: Rampart – Cop außer Kontrolle als Barbara
- 2012: Die Tore der Welt als Petranilla
- 2014: Ruth & Alex – Verliebt in New York als Lily Portman
- 2020: Ratched als Gwendolyn Briggs
- 2022: And Just Like That … als Miranda Hobbes

Rosanna Arquette
- 2000: Keine halben Sachen als Sophie Oseransky
- 2006: I-See-You.Com als Lydia Ann Layton
- 2007–2008: What About Brian (Fernsehserie) als Nicole Varzi
- 2010: The L Word – Wenn Frauen Frauen lieben (Fernsehserie) als Cherie Jaffe (Rückblicke)
- 2013: Peace, Love & Misunderstanding als Darcy

Amanda Plummer
- 1991: König der Fischer als Lydia Sinclair
- 1994: Pulp Fiction als Honey Bunny / Yolanda

Holly Hunter
- 1993: Die Firma als Tammy Hemphill
- 1993: Das Piano als Ada McGrath

### Filme
- 1965: Herrscherin der Wüste – Ursula Andress als Ayesha
- 1990: Kindergarten Cop – Penelope Ann Miller als Joyce Palmieri / Rachel Crisp
- 1994: Wyatt Earp – Das Leben einer Legende – Annabeth Gish als Urilla Sutherland
- 1998: Blues Brothers 2000 – Nia Peeples als Lt. Elizondo
- 2000: Versuchung auf 809 – Marilyn Monroe als Nell Forbes
- 2000: Der Grinch – Molly Shannon als Betty Lou Who
- 2003: Tatsächlich… Liebe – Laura Linney als Sarah
- 2004: Eine Frau namens Yesterday – Camilla Walker als Ärztin
- 2007: 4 Monate, 3 Wochen und 2 Tage – Marioara Sterian als Adela Racoviceanu
- 2007: Zimmer 1408 – Jules de Jongh als Telefonstimme
- 2019: Monsieur Claude 2 – Chantal Lauby als Marie Verneuil
- 2019: Marriage Story – Julie Hagerty als Sandra
- 2019: Joker – Frances Conroy als Penny Fleck

### Serien
- 1991: Hart aber herzlich – Tippi Hedren als Liza Atterton
- 1994–1999: Eine starke Familie – Suzanne Somers als Carol Foster–Lambert
- 1995–2000: Chicago Hope – Endstation Hoffnung – Jayne Brook als Dr. Diane Grad
- 2004–2010: CSI: Miami – Sofia Milos als Det. Yelina Salas
- 2007–2008: Pushing Daisies – Ellen Greene als Vivian Charles
- 2006: Ghost Whisperer – Stimmen aus dem Jenseits – Paula Cale als Candace Dale
- 2007: Ghost Whisperer – Stimmen aus dem Jenseits – Wendy Gazelle als Shelby Burris
- 2008: Ghost Whisperer – Stimmen aus dem Jenseits – Cheryl White als Joan Cahill
- 2008: Desperate Housewives – Carrie Preston als Lucy Lindquist (Lynettes Schwester)
- 2009: Ghost Whisperer – Stimmen aus dem Jenseits – Molly Hagan als Penny Jones
- 2009: Code Geass: Lelouch of the Rebellion – Junko Minagawa als Cornelia li Britannia
- 2010: Ehe ist... – Susan Yeagley als Simona
- 2012–2016: The Paradise – Sarah Lancashire als Miss Audrey
- 2013–2017: Girls – Rita Wilson als Evie Michaels
- 2012–2022: Ninjago – Jillian Michaels als Edna Walker
- 2015, 2016: Grey’s Anatomy – Lindsay Wagner als Helen Karev